# Donald Pellmann
Donald Pellmann (12 de agosto de 1915 - 11 de octubre de 2020) fue un atleta centenario plusmarquista mundial estadounidense. Mantuvo el récord mundial M90 (para hombres de 90 años o más) en el salto largo, salto de altura, lanzamiento de disco y salto con pértiga en interior. Además, también mantuvo los récords estadounidense en los 100 metros, salto triple, lanzamiento de bala, y lanzamiento de jabalina. Vivió en un centro asistencial para ancianos en Santa Clara, California.

## Biografía
Nacido en Milwaukee, Wisconsin, creció durante la Gran Depresión. Tuvo que saltarse el instituto, donde reclamó que "no era genial," pero el trabajo pronto tomó prioridad. Trabajó como fabricante de herramientas y permaneció trabajando durante la Segunda Guerra Mundial. En 1970,  se retiró de su trabajo en una filial de General Electric. Ocasionalmente practicaba bolos, sóftbol y golf, no estuvo implicado en el atletismo por 58 años. Entretanto, miraba a sus amigos más atléticos del equipo de fútbol que les fallaban los tobillos, las rodillas y los corazones. Pellmann nunca tuvo esas clases de dolencias.

recordman.

El 20 de septiembre de 2015, Pellmann puso cinco récords mundiales en los Juegos Séniors de San Diego. Compitiendo en la categoría 100 y mayores, corrió los 100 metros en 26.99 segundos, batiendo el récord mundial anterior para el grupo etario, obtenido por el japonés  Hidekichi Miyazaki por 2.84 segundos. Pellmann llegó a ser el primer centenario en obtener una altura oficial en el salto de altura. Pellmann también obtuvo récords en el lanzamiento de bala, lanzamiento de disco y salto largo. Más tarde, esa semana, Pellmann fue nombrado por el USATF como el "Atleta de la Semana".
En 2018, su mujer Marge murió, con quien había estado casado por 71 años. En septiembre de 2020, Pellmann tuvo cirugía de cadera debido a una mala caída. El 11 de octubre de 2020, Pellmann falleció a los 105 años.
En 2020 fue votado para el Muro de la Fama de Másters USATF.